# Tangyria frontalis
Tangyria frontalis är en insektsart som beskrevs av Philip Reese Uhler 1901. Tangyria frontalis ingår i släktet Tangyria och familjen Tropiduchidae. Inga underarter finns listade i Catalogue of Life.